# Yours Truly, the Commuter
Yours Truly, the Commuter est le premier album solo du musicien américain Jason Lytle. Il est paru sous le label ANTI-Records le 18 mai 2009 (19 mai 2009 aux États-Unis).

## Titres de l’album
Toutes les compositions sont de Jason Lytle.
1. "Yours Truly, the Commuter" – 3:16
2. "Brand New Sun" – 4:22
3. "Ghost of My Old Dog" – 5:06
4. "I Am Lost (And the Moment Cannot Last)" – 2:20
5. "Birds Encouraged Him" – 4:25
6. "It's the Weekend" – 2:15
7. "Fürget It" – 3:52
8. "This Song Is the Mute Button" – 2:40
9. "Rollin' Home Alone" – 4:14
10. "You're Too Gone" – 2:41
11. "Flying thru Canyons" – 3:07
12. "Here for Good" – 3:57
13. "The Weather Girl" – 3:51 [Titre bonus iTunes]
14. "This Song Is the Mute Button" (Autre version) [Titre bonus iTunes pré-commande]

## Production et enregistrement
- Enregistré et produit par Jason Lytle
- Mixé par Jason Lytle et Thom Monahan
- Chœurs par Ariana Murray sur "I Am Lost"